# ルカ・ミルノヴィッチ
ルカ・ミルノヴィッチ（Luka Milunović 、1992年12月21日 - ）は、セルビア・ベオグラード出身のプロサッカー選手。ポジションはFW。

## 経歴

### クラブ
OFKベオグラードの下部組織で育成され、2011年夏にトップチームに昇格。しかしわずか1試合に出場したのみで、シーズン終了後にSVズルテ・ワレヘムに移籍。
半年でズルテ・ワレヘムを退団しレッドスター・ベオグラードに加入。
2016年夏、プラタニアスを退団しアリス・テッサロニキに加入。

### 代表
アンダーのセルビア代表歴がある。

## タイトル
レッドスター・ベオグラード
- セルビア・スーペルリーガ: 2013-14
- セルビア・カップ: 2011-12